# Equilibri tèrmic
En termodinàmica i en mecànica estadística, l'equilibri tèrmic és l'estat en el qual s'igualen les temperatures de dos cossos. Representa la situació on la temperatura d'un sistema és uniforme.
De dos sistemes (entenent una part de d'univers físic) que estan en contacte mecànic directe o separats mitjançant una superfície que permet la transferència de calor (també anomenada superfície diatèrmica), es diu que estan en contacte tèrmic. Quan dos sistemes en contacte tèrmic, disposats de tal forma que no puguin barrejar-se o reaccionar químicament, són col·locats a l'interior d'un recinte on no és possible que intercanviïn calor amb l'exterior ni existeixin accions des de l'exterior capaces d'exercir treball sobre ells, l'experiència indica que al cap d'un temps aquests sistemes arriben a un estat d'equilibri termodinàmic que es denominarà estat d'equilibri tèrmic recíproc o simplement d'equilibri tèrmic.